# 詹姆斯·温家登
詹姆斯·温家登（1924年10月19日—2019年6月14日）是一位美国医生、研究员和学术管理人员，美国国家科学院院士、美国国家医学院院士和瑞典皇家科学院院士，在1982年至1989年间担任美國國家衛生院院长。